# Kalkablagerung

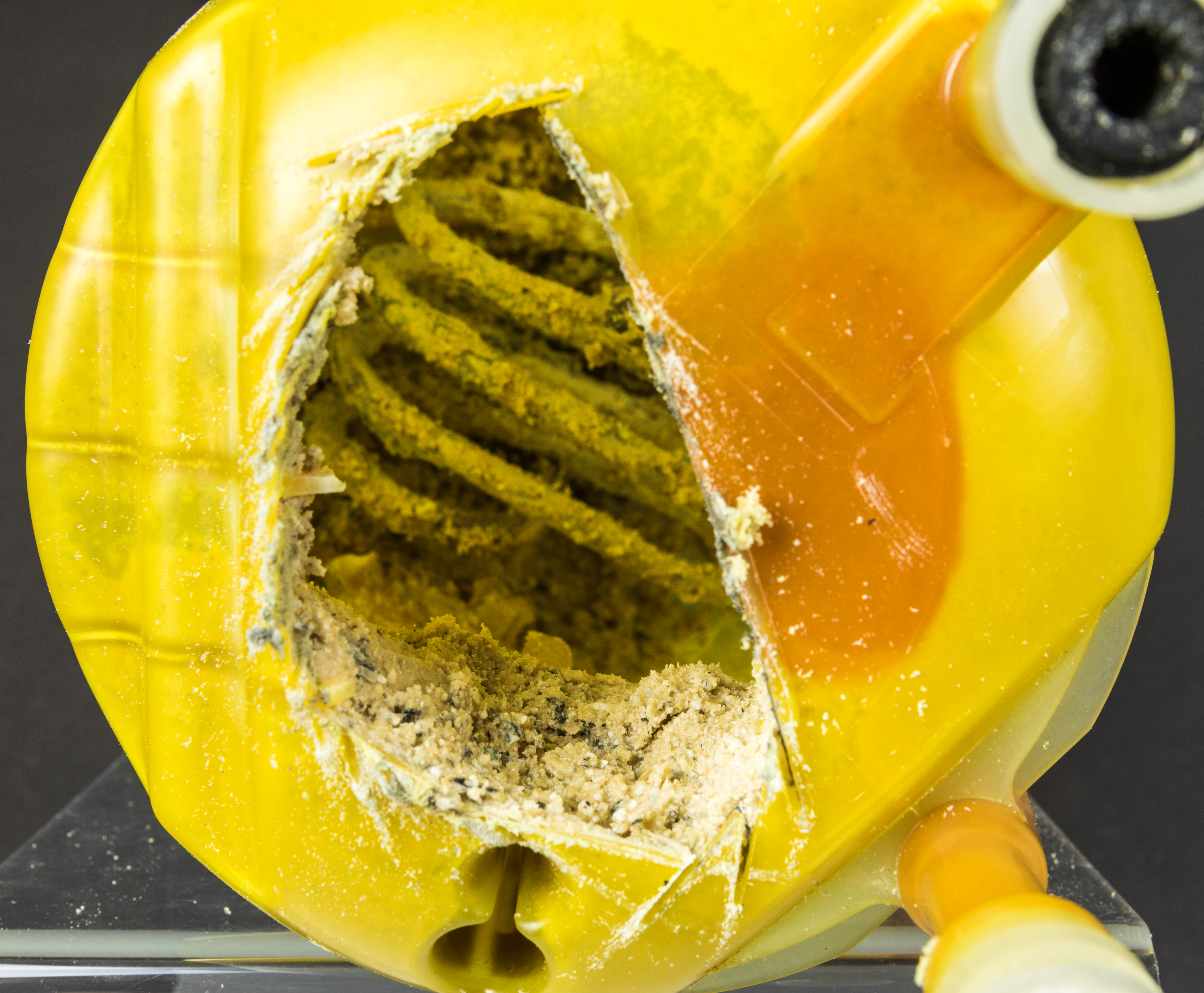
Kalkablagerungen in einem Heißwasserbereiter

Kalkablagerung bezeichnet im engeren Sinne die Ausfällung und/oder Sedimentation von Calciumcarbonat („kohlensaurer Kalk“), wird jedoch, wie Verkalkung als Begriff für den entsprechenden Prozess, auch für analoge Bildungen bzw. Prozesse verwendet, an denen andere Salze als Calciumcarbonat, zumeist aber Calciumsalze, beteiligt sind:
- in der Geologie verschiedene Sedimentgesteine aus Calciumcarbonat und diversen Beimischungen mit unterschiedlicher Entstehungsgeschichte, beispielsweise Kreide, Riffkalk und Travertin; siehe Kalkstein, Sinter

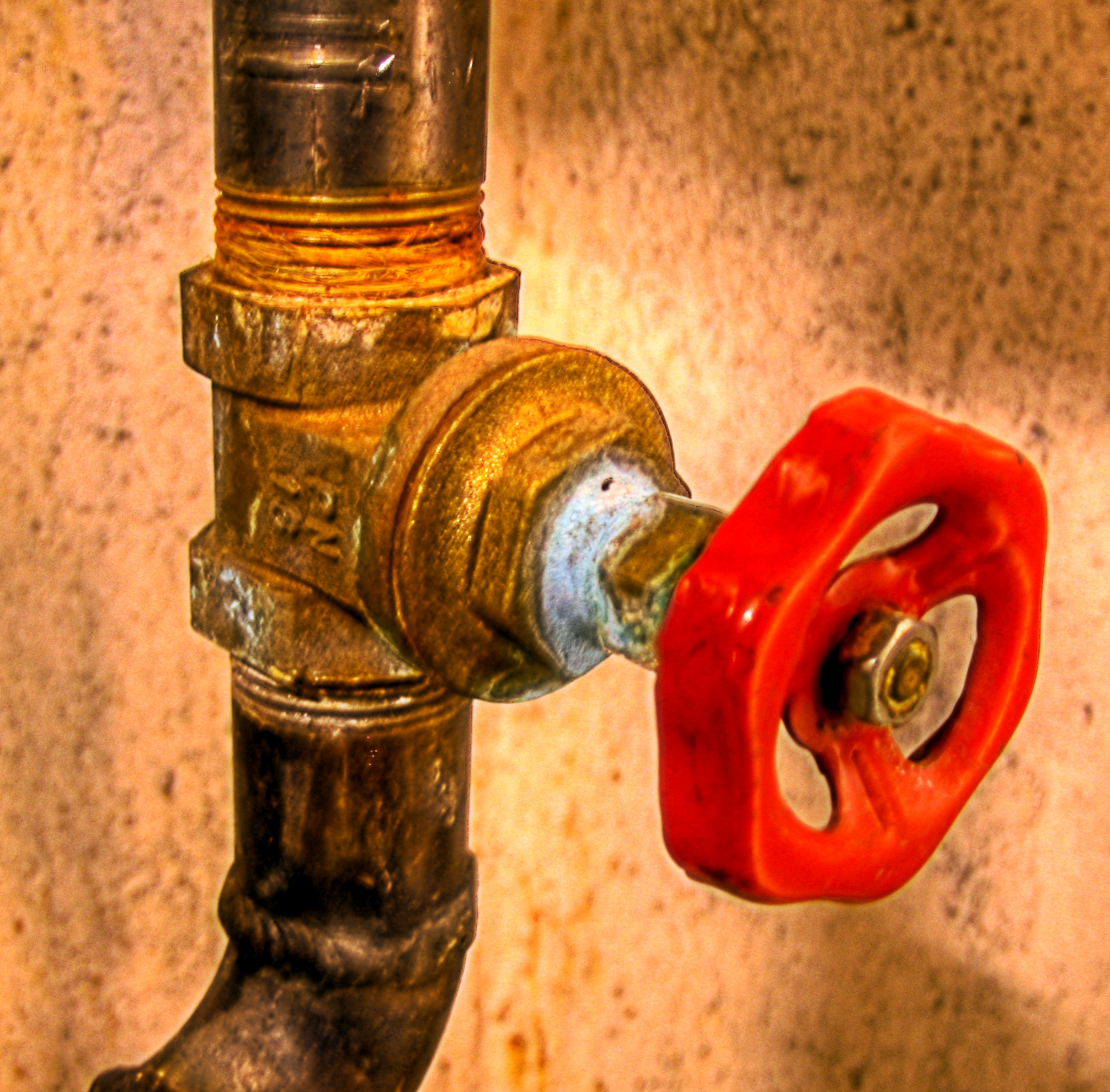
Kalkablagerung an undichtem Absperrventil

- in Haushalt und Technik zumeist Ablagerungen auf Armaturen, Fliesen oder von so genanntem Kesselstein in Töpfen, verschiedenen Gerätschaften und Rohrleitungen. Sie entstehen durch die Ausfällung von überwiegend Calciumcarbonat aus Wasser; siehe Wasserhärte.[1]
- in der Medizin Einlagerung von Kalksalzen in den Knochen (Ossifikation), kalkartige Ablagerungen in Sehnen und Sehnenansätzen (Tendinitis calcarea) sowie unspezifisch anorganische Plaques, vor allem in arteriellen Gefäßen, die in vielen Fällen lebensverkürzend wirken. Der letztgenannte Prozess wird oft als „Arterienverkalkung“ bezeichnet, auch wenn Calciumcarbonat dabei keine Rolle spielt. Fachbegriffe siehe Atherosklerose (Arteriosklerose), Parathormon-bedingte Kalkinfiltrationen der Gewebe, Mikroverkalkungen in der Mammographie sowie Kalzinose („Verkreidung“, z. B. tuberkulöser Herde); siehe auch Fetuin („Anti-Verkalkungs-Protein“ im Blutplasma)
- umgangssprachlich bezeichnet man einen Menschen mit nachlassenden kognitiven Fähigkeiten als verkalkt (Morbus Fahr), obwohl Ablagerungen im Gehirn prinzipiell keine Rückschlüsse auf die Leistungsfähigkeit zulassen.[2]

Kalkablagerungen in Haushalt und Technik lassen sich durch Säuren auflösen (siehe: Entkalkung).